# Mystacinobia
Genre
Mystacinobia  est un genre de diptères de la famille des Mystacinobiidae.

## Liste d'espèces
Selon Catalogue of Life (15 avril 2019),GBIF (21 juillet 2024) :
- Mystacinobia zelandica Holloway, 1976

## Taxonomie
Le nom valide complet (avec auteur) de ce taxon est Mystacinobia Holloway, 1976.